# Biblioteca Pública Municipal Bances Candamo
La Biblioteca Pública Municipal Bances Candamo es la biblioteca cabecera de la Red Municipal de Bibliotecas de Avilés, de la que forman también parte las bibliotecas de La Luz, Los Canapés, La Carriona y el Centro de Lectura de Valliniello.

## Historia
Entre los años 1919 y 1921, la Residencia de Estudiantes de Madrid, dependiente de la Institución Libre de Enseñanza, desarrolló una campaña para impulsar las bibliotecas populares con el objetivo de extender la educación para adultos. Al amparo de esa campaña, nació en Asturias un importante movimiento bibliotecario, impulsado por una pujante burguesía reformista, cuyo objetivo era transmitir las bondades de la cultura a todas las clases sociales. En Avilés este movimiento se materializó en 1919, cuando, por iniciativa del diputado del Partido Reformista José Manuel Pedregal, se constituyó una comisión organizadora con el objetivo de crear una biblioteca popular. Tanto esta comisión, como el primer Patronato encargado de gestionarla, estaban integrados por ilustres avilesinos (Wenceslao Carreño, David Arias, Manuel G. Wes, entre otros), presididos por Fortunato Sánchez Calvo. El Ayuntamiento colaboró en el proyecto proporcionando un aula del edificio de las Escuelas Nacionales de San Francisco, y comprometiéndose a aportar una subvención anual.
Así nació la Biblioteca Popular Circulante, que comenzó a funcionar en 1920, y durante los tres primeros meses de vida tuvo ya 3.594 lectores, y una media mensual de 291 préstamos. Desde ese momento y hasta 1936 ejerció como director Luis Menéndez “Lúmen”, desarrollando una intensísima labor de organización de la colección, con la publicación de varios catálogos generales y apéndices, y de difusión cultural. Prueba de ello es que en 1926 su fondo se había incrementado hasta los 6000 volúmenes y, durante el periodo citado, había registrado la presencia de conferenciantes tan relevantes como Miguel de Unamuno, Gerardo Diego o Valle Inclán.
En 1935 se concluyó el nuevo edificio de la Biblioteca, en la calle Ruiz de Alda, cuya construcción fue posible gracias a una suscripción popular. Pero una vez finalizada la Guerra Civil, las dependencias fueron ocupadas por Falange Española, y su fondo trasladado al Instituto de Enseñanza Media Carreño Miranda. Allí sufrió un expurgo de unos 3000 volúmenes, de los aproximadamente 10 000 que poseía en aquel momento.

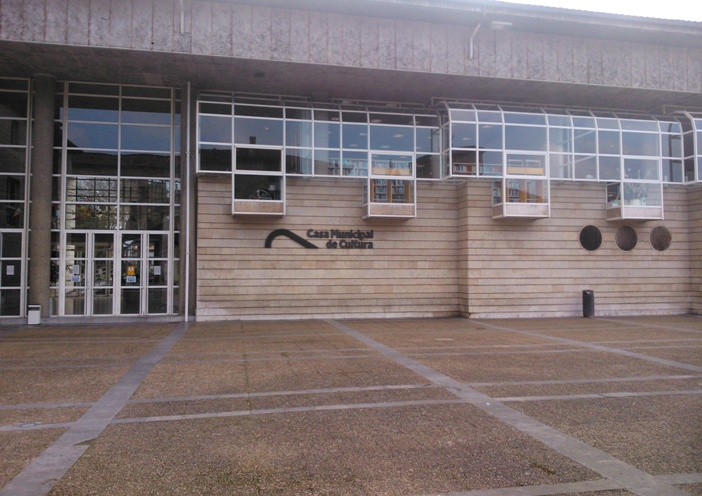
Casa Municipal de Cultura de Avilés

En 1939 se creó el Centro Coordinador de Bibliotecas de Asturias, y la biblioteca avilesina pasó a formar parte del mismo. Los años de posguerra fueron de muy escasa actividad, la desorganización del fondo y lo inadecuado de las instalaciones hacía muy difícil desarrollar la labor bibliotecaria, y todos los esfuerzos se centraban en conseguir la vuelta a su propio edificio. Este hecho se produciría en 1949, tomando, entonces, el nombre del escritor avilesino, Bances Candamo, que mantiene en la actualidad. En 1965 fue inaugurada la Sala infantil de lectura, la primera que se construyó en una biblioteca asturiana.
Desde 1989, la biblioteca se sitúa en un edificio multifuncional, la Casa Municipal de Cultura, ubicada en la Plaza Álvarez Acebal, siendo su vestíbulo principal una zona de paso entre el Parque Ferrera y el centro de la ciudad.

## Colección

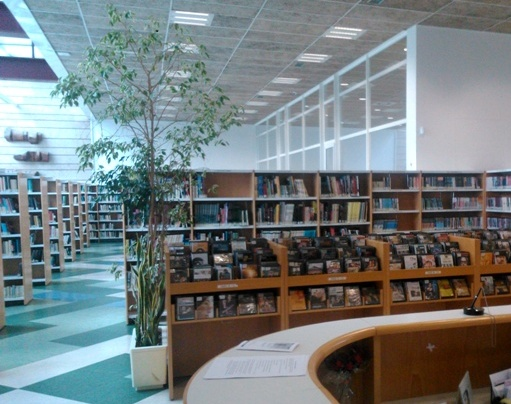
Biblioteca Bances Candamo. Servicio de préstamo de adultos

La colección de la Biblioteca está formada por más de 100 000 documentos, en diferentes soportes. La gran mayoría son monografías, pero también se puede acceder a publicaciones periódicas, grabaciones sonoras, DVD y documentos electrónicos.
La mayor parte del fondo es de libre acceso. Éste está compuesto por los documentos más actuales y se encuentra organizado en diferentes secciones, para satisfacer las necesidades de información y ocio de un público infantil y adulto. Los ejemplares que, por diferentes motivos, gozan de especial protección y conservación, constituyen la colección de depósito, menos numerosa que la anterior. En el Catálogo Colectivo del Patrimonio Bibliográfico Español están catalogados más de 1500 ejemplares pertenecientes a la colección de la Biblioteca Bances Candamo.

## Servicios
La biblioteca ofrece diferentes servicios infantiles y para adultos.

### Servicios de adultos

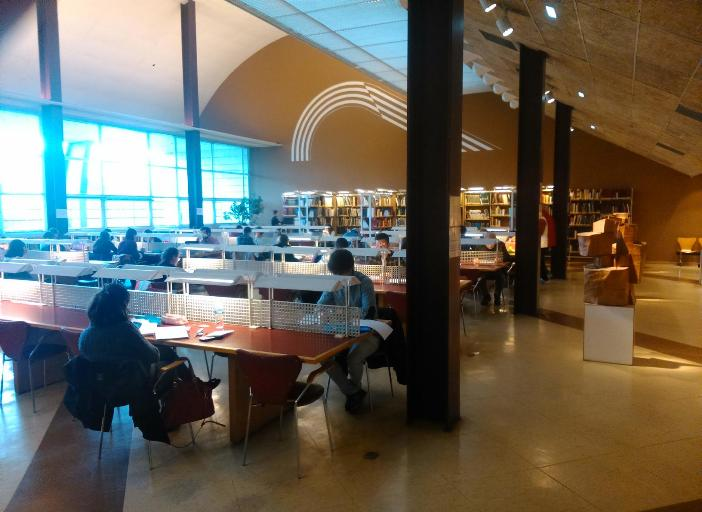
Biblioteca Bances Candamo. Sala de consulta de adultos

Dirigidos a personas mayores de 14 años.
- Sección de préstamo. Situada en la primera planta, está dirigida de forma exclusiva a socios de la biblioteca, ofreciéndoles un gran número de documentos en diferentes soportes y en libre acceso.
- Sección de consulta. Situada en la segunda planta, esta sala cuenta con 100 puestos para consulta del fondo, ofreciendo fundamentalmente obras de referencia ordenadas por áreas temáticas, en libre acceso. También aquí se consultan parte de los fondos de depósito, previa solicitud y autorización.
- Publicaciones periódicas. La Biblioteca pone a disposición de todos los usuarios una selección de periódicos y revistas de actualidad, que pueden ser leídas en otros 56 puestos reservados para este fin en la sala de consulta, citada anteriormente.
- Acceso a Internet. Se facilita el acceso a Internet a través de 8 ordenadores situados en la planta segunda.
- Préstamo interbibliotecario. Ofrece la posibilidad de localizar y consultar ejemplares de otras bibliotecas públicas.
- Sala de estudio. Espacio situado en la segunda planta, con 110 puestos reservados para este fin.

### Sala infantil

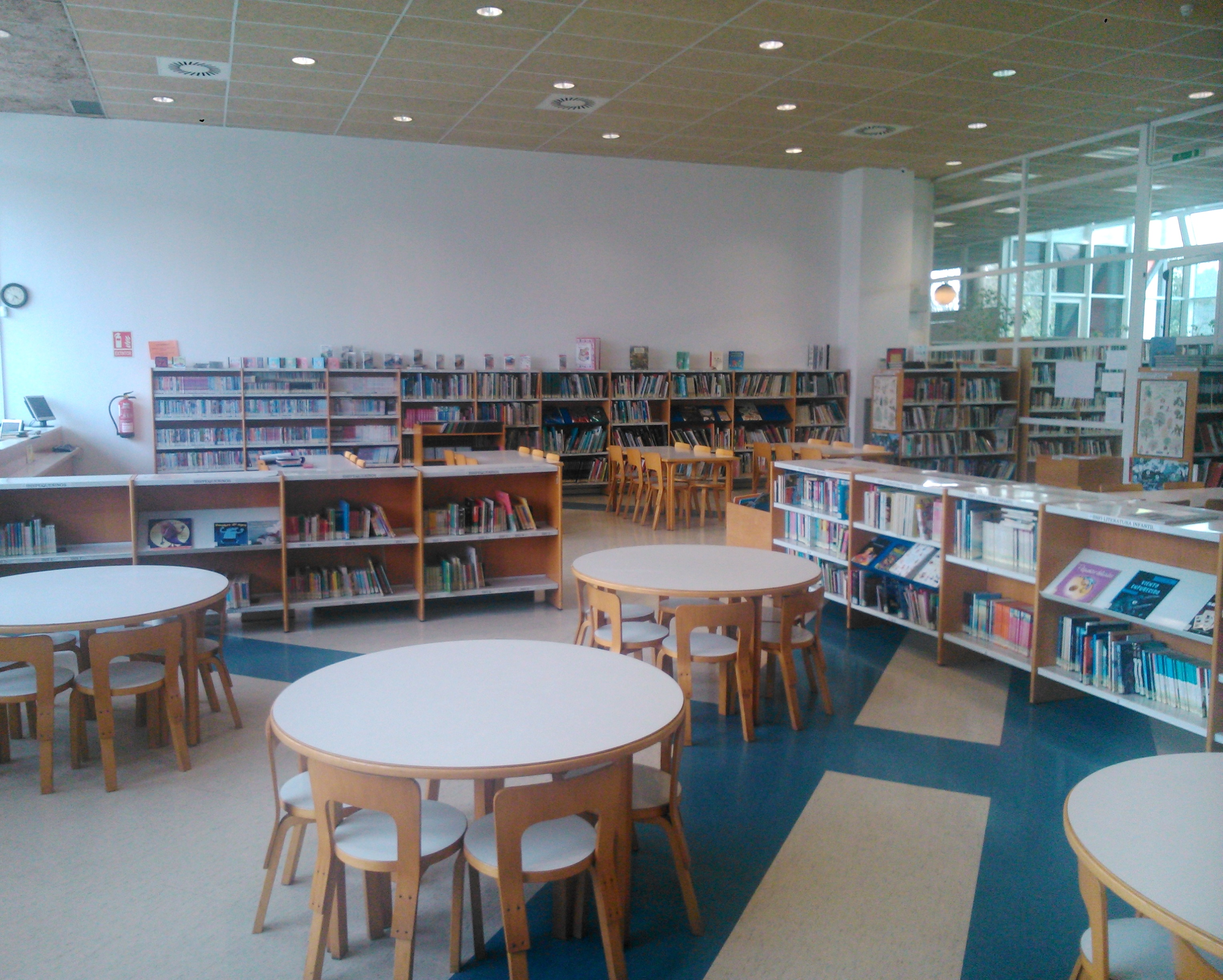
Biblioteca Bances Candamo. Sala infantil

Ubicada en la primera planta, la Sala infantil es un espacio adaptado a niños y jóvenes menores de 14 años, cuyos fondos persiguen satisfacer las necesidades específicas de información y ocio de este colectivo. Además de los Servicios de préstamo, exclusivo para socios, y consulta, se desarrollan actividades paralelas encaminadas al fomento de la lectura.